# 줄기세포 오목
줄기세포 오목(stem-cell niche) 또는 줄기세포 틈새는 줄기세포가 발견되는 특정 해부학적 위치 내의 미세환경을 말하며, 이는 줄기세포와 상호 작용하여 세포의 운명을 조절한다. '오목'이라는 단어는 생체 내 또는 시험관 내 줄기세포 미세환경을 지칭할 수 있다.

## 같이 보기
- 유도만능줄기세포
- 상처유도 줄기세포 오목
- 니치 (동음이의)